# 呂宋大屠殺
呂宋大屠殺（Sangley Rebellion）是指西班牙-葡萄牙聯邦在呂宋島上針對講華語方言的華人分別所進行的1603年、1609年、1639年以及1662年由西班牙（西葡聯邦已解体）進行的屠殺行為，約略有四次。

## 第一次呂宋大屠殺
1603年（明萬曆三十一年），呂宋有華人二萬三千餘人遭受屠殺，僅有三百華商免於其禍。
原來明朝因與西班牙-葡萄牙聯邦殖民政府共同圍剿林鳳、林道乾等海盜，關係較為融洽，後因西班牙強役華人二百五十入侵香料群島的明朝屬國摩鹿加，操舟稍怠輒鞭撻至死，遭潘和五等人反抗，殺死西班牙呂宋總督達斯麻雷那斯等人，後西班牙軍隊驅逐所有華商、華人，惟利之所趨，華人在城外仍慢慢聚集。當時大量白銀從呂宋及日本進入大明，造成明末通貨貶值危機，歷經三大征的萬曆皇帝，萬曆三十年七月聽從礦稅使者閻應龍、張嶷所言，派遣張嶷、海澄縣丞王時和、百戶干一成前往呂宋機易山探勘金礦，因明朝仍認為呂宋島為朝貢國，但朝廷根本弄不清楚呂宋原住民、也無視在16世紀即已統治呂宋全島的西班牙人和之前的呂宋國王有何不同。萬曆派遣的呂宋探金團受到當地華人大張旗鼓的熱烈歡迎，引起西班牙殖民政府懷疑大明可能會襲取其國，在呂宋華人可能為內應，潛謀殺之。隔年西班牙誆騙華人將攻打旁國，高價收購鐵器，華人貪利盡鬻之，於是家無寸鐵。伊比利聯盟總督乃下令錄華人姓名，分三百人為一院，隨後展開大屠殺，華人無兵仗抵抗，只好逃到大侖山。由於飢困於山中，只好下山攻城，又遭遇西班牙埋伏，前後死者二萬五千人。之後，西班牙誆騙大明朝廷說華人將謀亂，不得已，才殺害華人。萬曆三十二年（1604年）十二月萬曆帝下旨：呂宋酋擅殺商民，撫按官議罪以聞。巡撫徐學聚等乃移檄呂宋，數以擅殺罪，只是令呂宋方面送死者妻子歸，最終大明沒有討伐呂宋。其後華人再次前往呂宋，而蠻人利中國互市，亦不拒，久之復成聚。

## 第二次呂宋大屠殺
1609年，因為華商抗議稅收過重，又有2萬多華人被謀殺。距離六年前的大屠殺，在菲律賓呂宋島就有5萬華商被西班牙人屠殺。关于明朝对此的反应，尚有争议。

## 第三次呂宋大屠殺
1639年（明崇禎十二年），西班牙人强迫华人缴纳高价的身份证税和租税，遭到了反抗，西班牙人又再次集體屠殺華人，此時的明朝深陷戰火：明軍集結九邊精銳十三萬與滿洲八旗決戰松錦，結果全軍覆沒；陝西、河南、山東等地發生蝗害、旱災、大飢荒、人相食；李自成率17騎縱橫中原，聚流寇達50萬；張獻忠在湖北谷城起義反明，禍亂兩湖，岳陽樓毀於戰火。因此明廷無暇顧及海外事務。

## 第四次呂宋大屠殺
1654年，多明我會意大利籍神父李科羅自馬尼拉航抵廈門，受鄭成功禮遇，建立教堂，舉行公開禮拜。鄭成功與清軍的戰事漸趨不利，開始欲在海外尋找據點，認為台灣與呂宋是「先人故地」、「我所固有」而不顧國際公義，又聽聞西班牙人在呂宋的暴行，對在呂宋的西班牙人不滿，計劃對台灣與呂宋兩地通書遣使招降，如予拒絕，即派兵略取。當時在呂宋的華人有數十萬人。。
1662年（永曆十六年）鄭氏已攻下有兩萬五千成年男性漢人的台灣後，4月李科羅攜有鄭成功對菲律賓都督（Sabiniano Manrique de Lara）國書一份，威嚇西屬菲律賓都督府，意要出兵佔領呂宋以協助華人，並暗中聯絡當地華人以為內應。李科羅呈交國書後，西班牙人大驚，為避免成為荷屬福爾摩沙的翻版，立即以施以集體屠殺在呂宋的華人，數以萬計，以免成為鄭氏攻打呂宋的內應。事後西班牙人怕鄭成功攻擊，乃命使者隨李科羅來台灣乞和。
鄭成功知華人遭到集體屠殺後，大怒即時決定遣兵南征呂宋，但竟一病而歿。再來就是鄭氏王朝內的王位爭奪，無力攻打呂宋。此時清軍入主中原，與明鄭交兵，施行遷界禁海政策。對呂宋華人的遭遇不加理會。因此無人繼承鄭成功保護華僑的志向。

## 第五次呂宋大屠殺
1762年時為七年戰爭，英國對西班牙波旁王室宣戰，華人在英國佔領馬尼拉期間進行反西戰爭，西班牙殖民總督安達下令絞死群島各地所有華人，直到1765年為止，被殺華人有6000人之多。